# Национален стадион във Варшава
Националният стадион във Варшава (на полски: Stadion Narodowy w Warszawie) е футболен стадион във Варшава, Полша.

## Описание
Стадионът се строи на мястото на преди това съществувалия „Стадион на десетилетието“ на източния бряг на река Висла. Поводът за неговото построяване е домакинството на Полша (заедно с Украйна) на европейското първенство по футбол през 2012 г. На Националния стадион във Варшава ще бъдат изиграни 3 срещи от груповата фаза на турнира (включително церемонията по откриването на първенството), четвъртфинал и полуфинал. Краят на строителните работи е предвиден за ноември 2011 г. Очаква се отборите на Легия Варшава и Полония Варшава да изберат да играят най-важните си мачове на стадиона.
Капацитетът на стадиона е 58 580 зрители. Стадионът има подвижен покрив, който дава възможност за покриване на целия терен.
Заедно със стадиона плановете включват построяването на закрито спортна арена за 20 000 души, плувен басейн с олимпийски размери с 4000 места, аквапарк, хотел, конферентен център.

## Строителство
Строителните работи започват през 2008 г. Първоначално се събарят старите трибуни на „Стадиона на десетилетието“.
Основополагащият камък и капсула на времето са положени с тържествена церемония на 7 октомври 2009. Капсулата на времето съдържа знамената на Полша, Европейския съюз и Варшава, вестници от този ден, стотинки и банкноти.
Първоначалните срокове за завършването са за средата на 2011 г. Строежът приключва, обаче чака на 29 ноември 2011. Стадионът е готов за ползване.

## Евро 2012
Следните мачове от Евро 2012 се изиграха на стадиона:
| Дата        | Час (CEST) | Отбор #1 | Резултат | Отбор #2   | Фаза         | Голмайстори                                     | Посещаемост |
| ----------- | ---------- | -------- | -------- | ---------- | ------------ | ----------------------------------------------- | ----------- |
| 8 юни 2012  | 18:00      | Полша    | 1 – 1    | Гърция     | Група А      | Роберт Левандовски 17' Димитрис Салпингидис 51' | 56 070      |
| 12 юни 2012 | 20:45      | Полша    | 1 – 1    | Русия      | Група А      | Алан Дзагоев 37' Якуб Блашчиковски 57'          | 55 920      |
| 16 юни 2012 | 20:45      | Гърция   | 1 – 0    | Русия      | Група А      | Йоргос Карагунис 45+2'                          | 55 614      |
| 21 юни 2012 | 20:45      | Чехия    | 0 – 1    | Португалия | Четвъртфинал | Кристиано Роналдо 79'                           | 55 590      |
| 28 юни 2012 | 20:45      | Германия | 1 – 2    | Италия     | Полуфинал    | Марио Балотели 20',36' Месут Йозил 90'+2 (дуз.) | 55 540      |